# Герліцький шекель
Герліцький шекель — медаль або жетон, який карбувався в Німеччині з 15 століття і до 1930-х років. Є імітацією історичного шекеля часів Юдейської війни 1 століття, але з використанням середньовічного єврейського квадратного шрифту замість оригінальних єврейських літер 1 століття, а також зі зміненим текстом монетної легенди.
Основною метою карбування був продаж як пам'ятного сувеніра паломникам, що відвідували Священну гробницю (Heiliges Grab) у м. Герліц, яка містила копії популярних серед християн святинь Єрусалиму (звідки і назва). Але окрім цього, відомі випадки карбування подібної медалі-шекеля також у інших місцях.

## Походження мотиву кадила

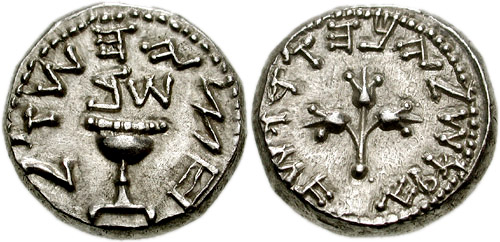
Справжній півшекель з другого року Юдейського повстання

На початку Нового часу в Європі стали відомі зразки стародавніх срібних єрусалимських шекелів. Герліцькі шекелі є імітаціями цих монет; вони більші за розміром та зазвичай не виготовлялися з дорогоцінного металу. До того ж, карбувальники замінили давні єврейські літери, які вони не розуміли, квадратним шрифтом, що робить ці монети легко впізнаваними. Текст написів ідентичний оригіналу, а саме:
- Лицьова сторона (чаша): שקל ישראל Shekel Yisra'el «Шекель Ізраїлів»
- Реверс (стилізований посох первосвященника, що нагадував рослину): ירושלים הקדושה Yerushalayim haKedosha «Святий Єрусалим».

Найпоширенішою стародавньою монетою була монета 2-го року повстання (67/68 рр. н. е.). На світлині вище зображено центральний мотив чаші на аверсі, а над нею дві літери давньоєврейським письмом, Шін та Бет, які означають «2-й рік». Але середньовічні власники цих монет інтерпретували літери як дим, що підіймався з чаші, яку через це сприймали за кадильницю. Тому середньовічні копії цієї монети також відомі як «кадильниці». Форму чаші часто замінювали амфорами або іншими уявними формами.
Стилізований квітковий посох первосвященика на звороті стародавнього шекеля перетворився на пишну зелену рослину на герліцькому шекелі.

## Єврейський контекст
Найстаріший відомий зразок такої медалі (Мейзельський шекель) був виготовлений у Йоахімсталі в 1584 році. Ця лита срібна медаль має діаметр 38 мм. Пізніше було додано вушко, щоб шекель можна було носити як ювелірний виріб. Рік написано псевдоєврейськими цифрами під кадилом на аверсі. Можливо, цей шекель служив єврейській громаді символічною валютою на церемонії Підьйон-ха-Бен або як гроші Хануки, або був «сентиментальним сувеніром на згадку про єврейську батьківщину». Пізніший власник медалі придумав для неї назву Майзельський шекель на честь Мордехая Майзеля (1528—1601), який очолював єврейську громаду в Празі в XVI столітті.

## Християнський контекст

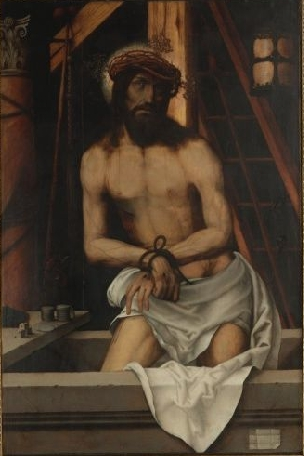
Христос Скорботний. Ліворуч — тридцять срібняків у формі герліцьких шекелів (приписується Лукасу ван Лейдену, XVI століття, Уффіці).

У Середньовіччі також були розповсюджені у якості реліквій срібні монети, яки нібито походили з 30 срібняків, які отримав за зраду Юда Іскаріот — але ці відомі монети, які і досі зберігаються у релікваріях різних католицьких церков, є пізньоантичними або візантійськими виробами.
Лише у часи гуманізму Європа познайомилася зі справжніми стародавніми шекелями, і саме у цей період виникає традиція карбування «фальшивих» герліцьких шекелів. Стародавні шекелі датувалися періодом Маккавеїв і вважалися ідентичними срібним монетам, згаданим у Новому Завіті, зокрема в контексті зради Юди. На картині в галереї Уффіці, яку приписують Лукасу ван Лейдену, срібні монети зображені як фальшиві шекелі. У католицьких колах їх відливали з 17 століття, щоб використовувати у вертепах (спектаклях на тему страждання Христа). Деякі учасники зберігали свої шекелі як талісмани.
Герліцькі шекелі використовувалися для роздумів над історією Страстей Христових, особливо в протестантському та гуманістичному контекстах. Філіп Меланхтон подарував принцу Георгу III Ангальтському «монету з ладаном». Він писав, що ця монета нагадує монету, зображену в книзі Гійома Постеля (Postellus) (у цьому випадку, однак, це була б антикварна монета). Амброзіус Бларер надіслав Генріху Буллінгеру герліцький шекель; той вважав монету антикварною, але Бларер пояснив, що це було не так.
Деякі герліцькі шекелі проколювали та носили як підвіски. Реформатський ландграф Георг I Гессен-Дармштадтський зобразив себе з такою монетою на своїй епітафії в міській церкві Дармштадта. Герліцький шекель був вставлений у шпиль берлінської церкви Святого Миколая в 1671 році.
Центром виробництва таких медалей у німецькомовному світі був Герліц. Ці вироби продавалися відвідувачам місцевої репліки Гробу Господнього (Heiliges Grab) з кінця XVI століття. Ці сувеніри потім рекламувалися у XVIII столітті; матеріалом було срібло або олово. Продаж медалей-шекелів паломникам репліки Гробу Господнього був поширеною практикою до нацистської епохи. Міська колекція монет володіла колекцією щонайменше з 36 герліцьких шекелів. Вони були втрачені з 1945 року. У нацистську епоху відвідування репліки (і так само продаж шекелів) занепало через антисемітську політику, і не відновилося після війни, оскільки Герліц знаходився у радянській зоні окупації, до того ж на самому кордоні, де був жорсткий контроль переміщення населення.
В англо-американському світі протягом 19 століття герліцькі шекелі масово вироблялися з дедалі стандартизованим дизайном. Їх продавали під виглядом репліки справжнього шекеля, який нібито використовувався в Єрусалимському храмі, і вони служили, наприклад, наочними посібниками в недільних школах. Приватне володіння такою копією було способом продемонструвати віру в непогрішність Біблії.

## Зовнішні посилання
- Зображення герліцького шекеля на сайті Numista